# Relaciones Chile-Rumania
Las relaciones Chile-Rumania se refieren a las relaciones bilaterales entre la República de Chile y el Gobierno de Rumania.

## Historia
Las relaciones bilaterales entre Chile y Rumania datan de 1911, con el establecimiento del primer consulado honorario de Chile en Bucarest a cargo del ingeniero rumano Catone Nicoreanu, y más tarde, en 1925, con la primera embajada chilena y el establecimiento formal de relaciones diplomáticas. En 1935 Rumania abrió su primera Embajada en Chile. En mayo de 1941, Samuel del Campo fue designado Cónsul General como nuevo Encargado de Negocios de Chile en Rumania. Como no había representación diplomática oficial de Polonia en Rumania, la representación de los ciudadanos polacos se transfirió a Chile, que seguía siendo un país neutral durante la guerra. Del Campo comenzó a emitir pasaportes chilenos y salvoconductos a judíos polacos, salvándolos de la deportación. Suplicó repetidamente al gobierno rumano que salvara a aquellos a quienes les había emitido documentos y, según la historiadora rumana Anca Tudorancea, "las actas del Consejo de Ministros rumano muestran que Samuel del Campo se convirtió en una molestia al más alto nivel". Yad Vashem estima que Del Campo rescató aproximadamente a 1 200 judíos dándoles pasaportes, a pesar de la política oficial de no injerencia del gobierno chileno. En la primavera de 1943, se rompieron las relaciones diplomáticas entre Rumania y Chile, pues Rumania formaba parte del Eje durante la Segunda Guerra Mundial. Más tarde, al integrarse Rumania al bloque comunista, las relaciones entre ambos países continuaron congeladas hasta 1965, año en el que se reanudaron.
Tras la asunción de Salvador Allende a la presidencia de Chile en 1970, la cooperación con Rumania se intensificó. La Empresa Nacional de Minería formó una sociedad mitad chilena y mitad rumana en 1970, y ese mismo año se firmó un acuerdo bilateral sobre cooperación cultural. En octubre de 1972, la Unión de Artistas Plásticos de la República Socialista de Rumania donó obras de arte al Gobierno de Chile, las que arribaron a Valparaíso en febrero de 1973. sin embargo, el Instituto de Arte Latinoamericano no llegó a retirarlas de aduana antes del golpe militar de 1973, y su paradero se desconoce.
Yugoslavia y la Rumania de Ceaușescu (socialista, pero independiente de la Unión Soviética y del Pacto de Varsovia) fueron los únicos Estados de Europa del Este que no rompieron vínculos con el país sudamericano tras el golpe militar. Se estima que unos 6 000 chilenos buscaron asilo en Rumania como exiliados políticos durante los primeros años de la dictadura de Augusto Pinochet, los que en su mayoría regresaron a Chile durante la transición a la democracia. 

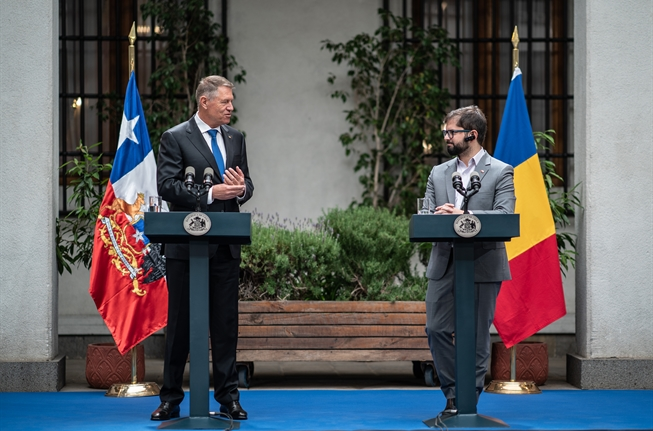
Reunión bilateral entre los presidentes de Rumania, Klaus Iohannis, y Chile, Gabriel Boric, en el Palacio de la Moneda, en abril de 2023

El presidente chileno Ricardo Lagos Escobar visitó Rumania en el año 2004, mientras que el mandatario rumano Traian Băsescu visitó Santiago con motivo de la Cumbre CELAC - Unión Europea, realizada en la capital chilena en enero de 2013. En abril de 2023, el presidente de Rumania, Klaus Iohannis, realizó una visita de Estado a Chile, siendo recibido por su par chileno Gabriel Boric en el Palacio de la Moneda. En la ocasión, ambos mandatarios firmaron una declaración conjunta sobre cooperación en materia de protección civil y respuesta a desastres naturales y otras emergencias, y el presidente rumano hizo entrega de documentos inéditos del archivo diplomático del Ministerio de Asuntos Exteriores de Rumania relacionados con la ayuda humanitaria que fue otorgada por este país a refugiados chilenos que se instalaron en Rumania tras el golpe militar de 1973.

## Relaciones económicas
En materia económica, el intercambio comercial entre ambos países ascendió a los 58 millones de dólares estadounidenses en 2021, lo que supuso un crecimiento promedio anual del 0,8% en los últimos cinco años. Los principales productos exportados por Chile a Rumania fueron nueces, trióxido de molibdeno y mejillones, mientras que Rumania mayoritariamente exporta al país sudamericano automóviles, tableros OSB y aparatos audiovisuales.

## Misiones diplomáticas
- Chile tiene una embajada en Bucarest y un consulado honorario en Brașov

- Rumania tiene una embajada en Santiago de Chile y un consulado honorario en Copiapó.